# Palaeomolis pretiosa
Palaeomolis pretiosa là một loài bướm đêm thuộc phân họ Arctiinae, họ Erebidae.